# Oldham
Oldham – miasto w północno-zachodniej Anglii, w hrabstwie Wielki Manchester, położone na północno-wschodnim skraju konurbacji Manchesteru. Ośrodek administracyjny dystryktu metropolitalnego o tej samej nazwie. W 2021 roku miasto liczyło 110 720 mieszkańców. Miasto zamieszkane jest przez liczącą około 26 tysięcy ludzi mniejszość azjatycką, zwłaszcza z Bangladeszu, Pakistanu i Indii. Pierwsze wzmianki o mieście pochodzą z XI wieku. W mieście ważną rolę odgrywa przemysł tekstylny. Oldham położone jest około 5 kilometrów od autostrady krajowej M62. Obecnie w mieście funkcjonują dwie stacje kolejowe. Miasto jest połączone z siecią tramwajową Metrolink, obsługującą transport publiczny w konurbacji Manchesteru.
W mieście rozwinął się przemysł maszynowy, elektroniczny, metalowy oraz włókienniczy.

## Miasta partnerskie
- Geesthacht
- Kranj
- Landsberg am Lech